# Robert J. Flaherty
Robert Joseph Flaherty (16. února 1884 Iron Mountain, Michigan – 23. července 1951 Dummerston, Vermont) byl americký režisér, který v roce 1922 natočil první komerčně úspěšný dlouhometrážní dokumentární film Nanuk, člověk primitivní.
Flaherty je (společně s Dzigou Vertovem) považován za otce dokumentárního filmu. Je také prvním autorem dokumentární fikce, předkládající dokumentární formou autorské příběhy. Flahertyho dokumentární styl se vyznačoval neexistencí scénářem daného děje, těsným kontaktem s postavami a znalostí omezených technických možností při natáčení, jež byly kompenzovány jinými prostředky (např. maskovaný střih). Flaherty byl také znám náročným přístupem k protagonistům svých filmů.
Jeho manželkou byla od roku 1914 až do jeho smrti spisovatelka Frances H. Flaherty, jež s ním spolupracovala na některých filmech a byla nominována na Oscara za scénář k Flahertyho filmu Louisiana Story z roku 1948.

## Mládí a počátek kariéry
Flahertyho otec byl těžařský prospektor Robert Henry Flaherty, původem Ir a protestant. Matka byla původem německá katolička Susan Klockner. Flaherty měl šest sourozenců. V mládí byl poslán studovat na Upper Canada College a začal se živit jako prospektor pro železniční společnost v oblasti Hudsonova zálivu.
Jako prospektor provedl celkem 4 expedice na východní pobřeží Hudsonova zálivu, financované Sirem Wiliamem Mackenziem, během kterých pořídil tisíce fotografií Inuitů. V roce 1913, během jeho třetí arktické expedice, mu jeho zaměstnavatel William Mackenzie vnuknul myšlenku na filmové natáčení během cesty, které by se zaměřilo především na život místních obyvatel a divokou přírodu arktického severu. Flaherty se velice zajímal o život Inuitů a během expedice začala jeho filmařská kariéra.

## Nanuk, člověk primitivní

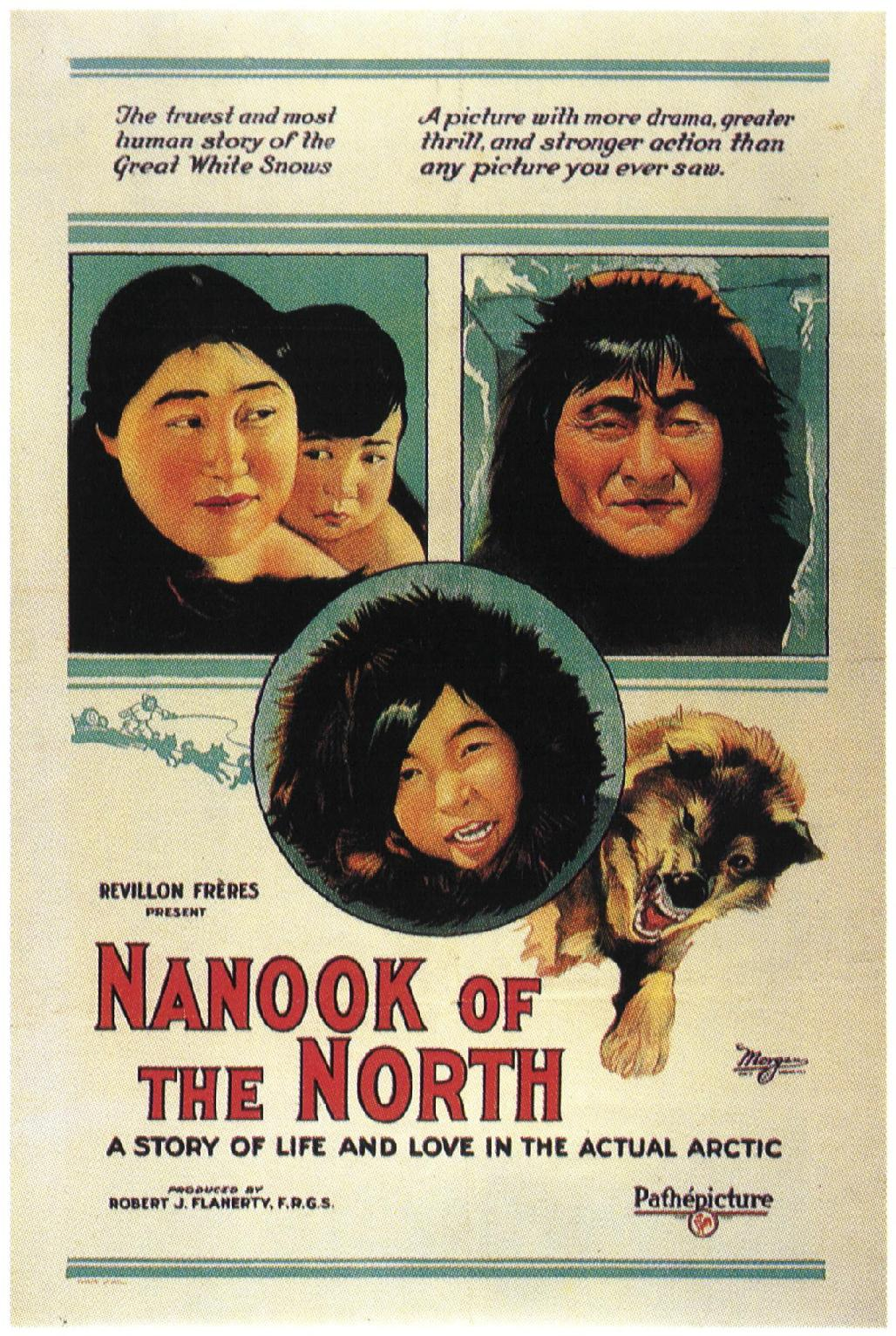
Plakát na vůbec první dokumentární a zároveň i etnografický film – Nanuk, člověk primitivní z roku 1922. Vytvořil ho Robert J. Flaherty

Na třetí expedici žil nějaký čas s inuitským mužem Allakariallakem a jeho rodinou a natočil 25 000 metrů (technologie obsahovala dusičnan stříbrný) původního Nanuka, o které přišel při požáru, když mu upadla cigareta. Flaherty se musel vrátit zpět a celý film natočit znovu, k čemuž mu poskytla finance francouzská kožešnická firma Révillon. Mrzely ho sice zničené záběry, na druhou stranu to však podle jeho názoru filmu prospělo.
Flaherty chtěl svou dokumentární fikcí o Nanukovy vytvořit protiváhu klasickým studiovým filmům. Jako jeden z prvních tak použil záběry obyčejných lidí a jejich životů. Později však byl kritizován, protože se snažil zachytit svou umělou představu o životě inuitů z doby, než se setkali se západní civilizací a začaly běžně používat pušky k lovu či ocelové nástroje. Všem těmto předmětům se Flaherty ve svém filmu vyhýbal, protože zastával názor, že materiální civilizace zbavuje člověka přirozenosti. Film, o inuitech bojujících v divoké severské přírodě o potravu a přežití, měl velký úspěch a Flahertyho po světě proslavil, což mu přineslo další zakázky. Je ale také pravda, že američtí distributoři promítání Nanuka odmítaly a vynutil si ho až zájem veřejnosti.

## Moana
Po úspěchu Nanuka dostal Flaherty zakázku od společnosti Paramount Pictures na natočení dalšího filmu ve stylu Nanuka. Flaherty odcestoval na ostrov Samoa a zde natočil film Moana, který byl dokončen v roce 1926. Filmová společnost po Flahertym požadovala ukázky jeho nové práce, ale Flaherty začal natáčet až po roce stráveném na ostrově. Měl ve zvyku sžít se nejprve s prostředím, provádět zúčastněné pozorování a až později vystavět kolem svých postav příběh. Flaherty také ve společnosti nenašel takový konflikt, který by mohl použít jako základ příběhu a proto se rozhodl, že bude vyprávět o přechodových rituálech, během nichž se z chlapců stávají muži. Novinkou bylo i to, že měl pro film vytvořený scénář.
Flaherty na ostrově pobýval od dubna 1923 do prosince roku 1924, film dokončil v prosinci 1925 a do kin šel film v lednu 1926. Moana však oproti Nanukovi nedosáhla takového úspěchu.

## Další tvorba
Po neúspěchu Moany se Flaherty podílel na několika filmech odlišných žánrů, jako byly Bílé stíny (1928), Tabu (s Murnauem, 1929–1931), aby se k dokumentárnímu žánru vrátil dílem Průmyslová Británie, natočeným společně s Johnem Griersonem.

## Muž z Aranu
K tématu životu člověka v prostředí drsné přírody se Flaherty vrátil v úspěšném zvukovém dokumentu Muž z Aranu. Aranské ostrovy se nacházejí západně od Irska, který byl v oné době špatně dostupný a lidé zde museli žít v těžkých podmínkách a velice soběstačně. Podobně jako v případě Nanuka a Moany Flaherty na ostrově strávil dva roky (listopad 1931 až jaro 1933) pozorováním, sžíváním se s prostředím, hledaním postav pro svůj film a zároveň natáčením. Záběry neherců pak strukturoval do svého příběhu, který neměl podrobný scénář. Muž z Aranu už byl zvukový film, ale svým pojetím měl stále blízko z filmu němému. Na místě byly pouze natočeny záběry, které byly později sestříhány a doplněny hudbou.
I v tomto případě byl Flaherty kritizován za to, že rekonstruuje a idealizuje minulý a již zmizelý život obyvatel ostrova (Paul Rotha). Guy Gauthier to zdůvodňuje Flahertyho snahou zachytit a uchovat kolektivní paměť obyvatel ostrova, která ho vede k mýtizaci skutečnosti. Však také Flahertyho cílem nebylo vytvořil etnografický film, ale dokument o lidském údělu. Tomu odpovídalo i to, že ve filmu sice vystupovali neherci a natáčení nepostupovalo podle přesného scénáře, dostávali však odměnu a byli i režijně vedeni. Některé scény byly inscenovány a třeba i chaloupka hlavní postavy, byla postavena jako kulisa.

## Louisiana story
Louisiana story, z roku 1948, byl další Flahertyho fiktivní dokument, tentokrát vyprávějící o stavbě ropné plošiny v bažinách ve státě Louisiana. Film, jehož vznik financovala těžařská společnost Standard Oil, zdůrazňoval bezproblémové soužití ropného průmyslu s okolním prostředím. Hlavní postavou byl mladý Cajunský chlapec. Poetika dětství a přírody je ve filmu, podle jeho kritiků, zneužita k obrazu zakrývajícímu vykořisťování člověka.

## Filmografie
- Nanuk, člověk primitivní (Nanook of the North) (1922)
- Moana (1926)
- The Twenty-four Dollar Island (1927) – krátký dokument o New Yorku
- Tabu (1931), druhý režisér Friedrich Wilhelm Murnau
- Industrial Britain (1931)
- Muž z Aranu (Man of Aran) (1932–1934)
- Elephant Boy (1937)
- The Land (1942) dokument vyrobený pro americké ministerstvo zemědělství
- Příběh z Louisiany (Louisiana Story) (1946–1948)